# Panindícuaro de la Reforma
Panindícuaro de la Reforma är en kommunhuvudort i Mexiko.   Den ligger i kommunen Panindícuaro och delstaten Michoacán de Ocampo, i den centrala delen av landet, 280 km väster om huvudstaden Mexico City. Panindícuaro de la Reforma ligger 1 827 meter över havet och antalet invånare är 5 982.
Terrängen runt Panindícuaro de la Reforma är lite kuperad. Runt Panindícuaro de la Reforma är det ganska glesbefolkat, med 43 invånare per kvadratkilometer. Närmaste större samhälle är Zacapú, 19,3 km söder om Panindícuaro de la Reforma. I omgivningarna runt Panindícuaro de la Reforma växer huvudsakligen savannskog.